# Vasanello
Vasanello ist eine italienische Gemeinde mit 3985 Einwohnern (Stand 31. Dezember 2023) in der Provinz Viterbo in der Region Latium.
|  |

## Geographie
Vasanello liegt 73 km nördlich von Rom und 26 km östlich von Viterbo in den Ausläufern der Monti Cimini über dem Tal des Tibers. Es liegt 8 km von Orte entfernt, wo sich der nächste Bahnhof und Autobahnanschluss befindet.

## Bevölkerungsentwicklung
| Jahr      | 1881 | 1901 | 1921 | 1936 | 1951 | 1971 | 1991 | 2001 |
| --------- | ---- | ---- | ---- | ---- | ---- | ---- | ---- | ---- |
| Einwohner | 1523 | 1970 | 2303 | 2510 | 2790 | 2769 | 3555 | 3890 |

Quelle: ISTAT

## Politik
Mit der Wahl vom 5. Juni 2016 wurde Antonio Porri (Lista Civica: Il Polo Per Vasanello) zum Bürgermeister gewählt.
Vasanello unterhält Städtepartnerschaften mit
- Åsnes in Norwegen
- Dschang in Kamerun

## Sehenswürdigkeiten
- Das Castello Orsini stammt aus dem 12. Jahrhundert
- Die romanische Kirche Santa Maria Assunta wurde im 10. Jahrhundert erbaut